# Florencio María del Castillo
Florencio María del Castillo (México, 27 de noviembre de 1828 - Veracruz, 27 de octubre de 1863) fue un escritor, periodista y político mexicano. Ocupó los cargos de presidente del Ayuntamiento de México y de Diputado del Congreso Constituyente. También luchó por la restauración de la República contra la Segunda Intervención Francesa en México y el Segundo Imperio Mexicano.

## Biografía
Florencio María del Castillo nació en la Ciudad de México el 27 de noviembre de 1828. Sus progenitores fueron don Demetrio del Castillo, de nacionalidad costarricense, y doña Francisca Velasco, padres también de José María del Castillo Velasco, destacado político y jurisconsulto mexicano, quien ocupó los cargos de magistrado en la Suprema Corte de Justicia de la Nación y, en 1871 (siendo presidente Benito Juárez), Ministro de Gobernación. Por línea paterna fue sobrino de Florencio del Castillo, clérigo y político de Costa Rica, quien fue diputado en las Cortes de Cádiz y nombrado, posteriormente, canónigo en el cabildo catedralicio de Oaxaca, en México, por el rey Fernando VII. Desde temprana edad, Florencio mostró interés por las letras. A los nueve años hizo una primera lectura de los clásicos, acompañada de algunas anotaciones y comentarios, en los cuales, según Ignacio Manuel Altamirano, "puede verse ya la profundidad de sus pensamientos".
Concluidos los primeros estudios, ingresó al Colegio de San Ildefonso en México. Después inició la carrera de medicina; más su afición y dotes literarias lo inclinaron definitivamente al periodismo y a las letras. En 1849 participó como socio fundador del Liceo Hidalgo, al lado de Guillermo Prieto, José María Roa Bárcena, Vicente Riva Palacio y Francisco Zarco, quien tomó la dirección.
En este mismo año publicó de forma separada las novelas cortas: Amor y desgracia, La corona de azucenas, Dolores ocultos, Hasta el cielo y Dos horas en el hospital de San Andrés. Al año siguiente (1850) se publicaron estas mismas obras en un solo volumen titulado Horas de tristeza, con prólogo de Guillermo Prieto. Cuatro años más tarde aparecieron: Expiación (conocida también como Culpa), Hermana de los Ángeles y "Botón de rosa" (su único cuento). En los años siguientes se dedicó al periodismo y al gobierno, suspendiendo definitivamente su labor creativa.
En un ambiente de incertidumbre política en el país (finalizó el régimen dictatorial del presidente Antonio López de Santa Anna, con el triunfo del Plan de Ayutla; acaeció el golpe de Estado contra el presidente Ignacio Comonfort, con el Plan de Tacubaya, y aconteció la Guerra de Reforma), Florencio María del Castillo fue parte del Ayuntamiento de México y nombrado diputado suplente del Congreso Constituyente. La carrera periodística la inició en 1856 publicando artículos de carácter político liberal en El Monitor Republicano. Tras el golpe de Estado contra Comonfort en diciembre de 1857, criticó duramente las razones expuestas en el Plan de Tacubaya y el nombramiento a la presidencia de Félix María Zuloaga por parte del grupo conservador, por lo cual fue perseguido y confinado en Molino Blanco.
Posterior al triunfo de los liberales, él ocupó los cargos de presidente del Ayuntamiento de México y de diputado propietario del Congreso Constituyente. Al iniciarse la Segunda Intervención Francesa en México, se enlistó en el ejército para combatir al invasor y defender al gobierno representado por Benito Juárez. El 2 de agosto de 1863 fue hecho prisionero y conducido al castillo de San Juan de Ulúa, donde no tardó en caer enfermo, víctima de la insalubridad de la región. Por ello fue trasladado al hospital de Veracruz, donde falleció de fiebre amarilla el 27 de octubre de 1863.

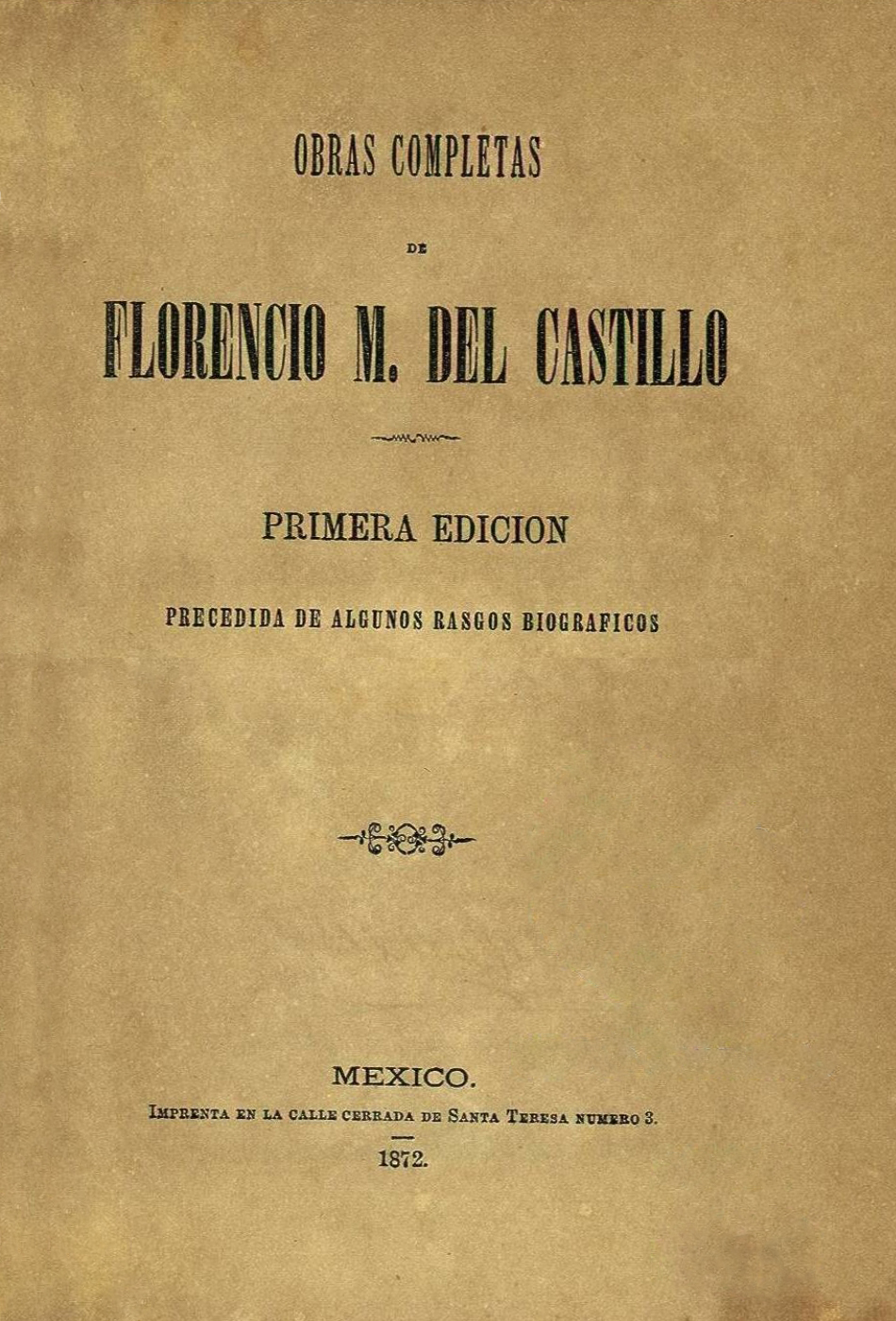
Portada del libro Obras completas
de Florencio M. del Castillo, 1872.

## Obra

### Novela corta
- Amor y desgracia (1849)
- La corona de azucenas (1849)
- Dolores ocultos (1849)
- Hasta el cielo (1849)
- Expiación o Culpa (1854)
- Hermana de los Ángeles (1854)

### Cuento
- "Botón de rosa" (1854)

### Antologías con su obra
- Horas de tristeza (1850)
- Obras completas de Florencio M. del Castillo (1872)
- Obras de Florencio M. del Castillo (1902)
- Cuentos románticos (1993)